# Relations entre la Macédoine du Nord et Taïwan
Les relations entre la Macédoine du Nord et Taïwan désignent les relations internationales s'exerçant entre, d'une part, la république de Macédoine du Nord, et de l'autre, la république de Chine.
En l'absence de relations diplomatiques officielles entre les deux États, ainsi que de l'établissement de bureaux de représentation entre eux, Taïwan est représenté auprès de la Macédoine du Nord par l'intermédiaire du bureau de représentation de Taipei en Italie.

## Relations diplomatiques
À partir de 1989, le gouvernement de la république de Chine inclut dans sa politique étrangère la recherche d'alliés diplomatiques après des anciens États communistes d'Europe de l'Est,, après avoir établi de premiers échanges commerciaux en Europe de l'Est. 
Alors que la république de Macédoine acquiert son indépendance en 1991 vis-à-vis de la république fédérative socialiste de Yougoslavie, elle établit dès 1993 des relations diplomatiques avec le régime de la république populaire de Chine plutôt qu'avec celui de la république de Chine ; leurs échanges ont d'ailleurs pour contrepartie la promesse pour la Macédoine de ne pas initier de liens avec les autorités de Taipei.
En août 1997, Vasil Tupurkovski (en), citoyen macédonien alors sans responsabilité diplomatique, rencontre le représentant de Taipei aux Pays-Bas, Nelson Ku (en) ; cette première entrevue conduit ensuite à la visite du Macédonien à Taïwan, s'entretenant alors avec le président Lee Teng-hui. Devenu entre-temps le dirigeant du parti d'opposition Alternative démocratique (en) qu'il a lui-même fondé, il fait une nouvelle visite à Taïwan afin de s'entretenir à nouveau avec le président Lee autour de potentielles relations entre leurs deux pays. De nombreux échanges suivront sans couverture médiatique, débattant autour d'une éventuelle assistance économique de Taïwan en Macédoine, en échange d'une formalisation des relations diplomatiques et en amont des élections législatives macédoniennes de 1998 (en). Membre de la coalition du centre-droit remportant alors la majorité, Tupurkovski est nommé vice-Premier ministre tandis qu'un autre membre du parti, Dimitrov (mk), devient ministre des Affaires étrangères (en). En janvier 1999, des échanges privés entre les Affaires étrangères taïwanaises et le régime de Skopje ont lieu pour mettre en place un agrément de reconnaissance diplomatique, qui sera officiellement paraphé par Dimitrov et son homologue Hu (en) le 27 janvier ; la Macédoine devient alors le 28e allié diplomatique de la république de Chine, et le deuxième en Europe,. Cet accord a lieu à la surprise du président macédonien Kiro Gligorov, publiquement partisan du régime de Pékin, qui cherche alors à le révoquer. Bien que Dimitrov déclare « vouloir maintenir ses liens autant avec Pékin qu'avec Taipei », les représentants de la république populaire de Chine menacent de couper toutes relations. Après deux semaines de communications confuses, le gouvernement macédonien confirme l'établissement de ses relations avec celui de Taipei le 8 février ; Pékin suspend alors ses relations diplomatiques avec Skopje le lendemain, n'entretenant aucune relation formelle avec les États ayant des liens diplomatiques avec Taipei. Les nouvelles relations entre la Macédoine et Taïwan seront mises en lumière par le véto de Pékin à la résolution du Conseil de sécurité des Nations unies. En avril et juin 1999, les ambassades à Skopje et à Taipei sont ouvertes, mais n'exercent officiellement qu'au rang ministériel.
Par la suite, des montants non-confirmés d'investissement théorique dans l'économie macédonienne de la république de Chine sont évoqués, de 1,6 à un milliard de dollars américains ; ces montants sont révisés de moitié fin 1999, alors que les diplomates taïwanais démentent tout recours à la politique de « diplomatie du dollar (en) ». Le Premier ministre taïwanais Siew (en) exprime ses doutes quant à la plus-value des relations et investissements entre les deux pays distants, alors que les Affaires étrangères déclarent qu'elles démontrent un exemple des bénéfices potentiels de la coopération entre Taipei et l'Europe. La mission diplomatique de Taipei à Skopje sert également de point de départ pour les États des Balkans montrant un intérêt potentiel pour suivre l'exemple macédonien, visant notamment l'Albanie, la Bulgarie et la Roumanie, mais également pour développer sa diplomatie humanitaire vers le Kosovo.
Fin 1999, l'élection présidentielle macédonienne (en) ne permet pas à Tupurkovski d'arriver au pouvoir, au profit de Boris Trajkovski, dirigeant du parti majoritaire du centre-droit, la VMRO-DPMNE. Ce dernier suivra la ligne de son prédécesseur, n'accordant pas les accréditations à l'ambassadeur taïwanais tant que les investissements de Taipei ne transparaitraient pas dans le développement de l'économie macédonienne. À Taïwan, le montant des investissements économiques en Macédoine et humanitaires au Kosovo font face aux protestations des partis d'opposition, autant dans la coalition pan-verte que celle pan-bleue au pouvoir.
L'alliance politique entre Alternative démocratique et la VMRO-DPMNE est rompue fin 2000 ; les soutiens à Taïwan ne font plus partie du nouveau gouvernement macédonien, tandis que l'apport des investissements taïwanais en Macédoine n'est toujours pas tangible. Alors que les Affaires étrangères prônent comme leurs prédécesseurs d'être autant en relation avec Taipei que Pékin, le parlement macédonien appelle à un retour vers la Chine continentale. La visite diplomatique taïwanaise fin décembre ne suffit pas à lever les doutes de Skopje de l'engagement à long terme de Taipei.
Début janvier 2001, une insurrection albanaise survient en Macédoine ; le conflit conduit à la formation d'un gouvernement d'unité nationale au mois de mai, dans lequel le parti Alternative démocratique favorable à Taipei n'est pas représenté. Les dirigeants sociaux-démocrates requièrent alors le soutien de la Chine, dans l'optique d'une éventuelle résolution au Conseil de sécurité des Nations unies ; les dons humanitaires de Taipei vers la Macédoine ne parviennent pas à faire la différence. Le 25 mai 2001, la ministre des Affaires étrangères Ilinka Mitreva qualifie dans une allocution les relations avec la république de Chine d'erreur, et annonce le ré-établissement des relations avec la république populaire de Chine. Ces dernières sont entérinées le 12 juin, puis normalisées avec Pékin le 18 juin ; le gouvernement macédonien déclare que le gouvernement de Pékin est le seul légitime représentant du territoire chinois, y compris celui de l'aire de Taïwan. Dans ce laps de temps, les autorités de Taipei ont pour leur part rompu les relations diplomatiques avec Skopje, ainsi que l'ensemble des accords économiques en cours.
Cet épisode diplomatique de deux années et demie entre la Macédoine et Taïwan est, avec celui de la Lettonie quelques années plus tôt, la seule occurrence d'un établissement de relations officielles mais éphémères entre la république de Chine et l'un des anciens États communistes d'Europe de l'Est. Par ailleurs, cette initiative n'a pas permis aux relations taïwanaises dans les Balkans de se développer comme escompté. Depuis, aucun bureau de représentation de Taipei n'a été mis en place en Macédoine du Nord.